# Kvistnålskinn
Kvistnålskinn (Tubulicrinis sororius) är en svampart som först beskrevs av Bourdot & Galzin, och fick sitt nu gällande namn av Franz Oberwinkler 1966. Kvistnålskinn ingår i släktet stiftskinn och familjen Tubulicrinaceae.  Arten är reproducerande i Sverige. Inga underarter finns listade i Catalogue of Life.